# Jean-Jacques Guillet
Pour les articles homonymes, voir Guillet.
Jean-Jacques Guillet, né le 16 octobre 1946 à Clichy (Seine), est un chef d'entreprise et homme politique français.
Dans sa jeunesse, il est militant dans le mouvement d'extrême droite Occident puis auprès de l'Action étudiante gaulliste. Il travaille dans la presse puis devient, en 1983, premier adjoint au maire de Sèvres. Depuis cette année, il est également président du Syndicat intercommunal pour le gaz et l'électricité en Île-de-France. De 1986 à 2004, il est conseiller régional d'Île-de-France.
Lieutenant de Charles Pasqua, il est élu député de la huitième circonscription des Hauts-de-Seine de 1993 à 2017. Il est vice-président de la Mutuelle des élus locaux de 1991 à 1997.
De 2004 à 2008, il est conseiller général des Hauts-de-Seine. Depuis 2008, il est maire de Chaville.

## Biographie

### Origines et vie familiale
Il est né à Clichy (Hauts-de-Seine) le 16 octobre 1946. Frère de Gauthier Guillet, il est père de trois enfants d'un premier mariage avec Françoise Léry et s'est remarié en décembre 1994.

### Études et formation
Ancien élève du lycée Condorcet, il a poursuivi ses études à l’université de Paris où il a obtenu un certificat d'études littéraires générales ainsi qu'un certificat d'histoire moderne et contemporaine. Il est diplômé de l'Institut d'études politiques de Paris (promotion 1970).

### Parcours professionnel et politique

#### Militantisme étudiant et premiers pas en politique
Étudiant, Jean-Jacques Guillet milite au sein de la Fédération nationale des étudiants de France, scission de droite de l'Union nationale des étudiants de France. Il devient secrétaire général de la Fédération des étudiants de Paris, regroupement des diverses associations étudiantes majoritaires des facultés parisiennes. Il est avec Alain Madelin, Hervé Novelli, Patrick Devedjian, Claude Goasguen et Gérard Longuet, membre du mouvement d'extrême droite Occident avant les événements de mai 1968.
Il rejoint ensuite l'Action étudiante gaulliste et collabore auprès de responsables politiques gaullistes.
Il est délégué général du mouvement national des élus locaux (1969-1970), puis chargé de mission au cabinet de Jacques Baumel (1970-1972) et enfin de chargé de mission auprès du Premier ministre Pierre Messmer (1972-1974).

#### Parcours professionnel dans la presse
En 1974, il entre dans le secteur privé. Il est directeur de Michel Bongrand SA (1974-1976) puis crée la société Indice SA dont il est président-directeur général (1976-1992) et dans le même temps directeur général du Quotidien du maire (1987-1991). En juin 2000, Jean-Jacques Guillet est soupçonné par la justice d'avoir touché 9,3 millions de francs d'argent occulte en lien avec l'affaire Elf via une société suisse pour renflouer le journal.

#### Ascension politique
En 1983, il est élu premier adjoint au maire de Sèvres, ville reprise à la gauche. En 1986, il est élu au conseil régional d’Île-de-France où il siège jusqu'en 2004, il y préside la commission du développement économique et de l'emploi.
De 1988 à 1993, il est le suppléant de Claude Labbé, député de la huitième circonscription des Hauts-de-Seine. Nommé secrétaire général du groupe RPR du Sénat en 1992, il est élu député le 29 mars 1993 dans cette même circonscription.

#### Lieutenant de Charles Pasqua
En 1995, il échoue à s'emparer de la mairie de Meudon face à la liste conduite par le maire UDF sortant Henry Wolf. Dans Libération, le journaliste Philippe Lançon le qualifie alors de « petit Machiavel » dans un article.
Réélu député le 1er juin 1997, il participe à la campagne pour les élections européennes pour la liste conduite par Charles Pasqua et Philippe de Villiers au titre du Rassemblement pour la France, liste qui devance avec 13,05 % la liste RPR/DL conduite par Nicolas Sarkozy (12,8 %). Il assure alors les fonctions de secrétaire général du Rassemblement pour la France ; le 15 mai 2000, Charles Pasqua lui confirme sa confiance tandis que le lendemain 16 mai, Philippe de Villiers lui demande de démissionner « pour son incompétence ».
Lors des élections présidentielles de 2002, il prend position pour Jacques Chirac et participe au rassemblement de la droite et du centre au sein de l'Union pour la majorité présidentielle (UMP). Le 16 juin 2002, puis le 10 juin 2007, il est réélu député de la huitième circonscription des Hauts-de-Seine.

#### Conseiller général puis maire de Chaville
En mars 2004, il est élu conseiller général, contre le conseiller sortant UDF, Denis Badré. Nicolas Sarkozy est élu président du conseil général des Hauts-de-Seine, Jean-Jacques Guillet est élu à la présidence du  groupe UMP et apparentés.
Au sein du conseil général, Jean-Jacques Guillet est chargé de conduire la mise en place du projet « Très Haut Débit - THD 92 », lancé en mars 2006 par le conseil général, et dont l'ambition est de desservir en fibre optique l'ensemble des usagers Internet du département des Hauts-de-Seine (820 000 prises).
Quand Nicolas Sarkozy est élu à la présidence de la République, Jean-Jacques Guillet postule à la présidence du conseil général, mais la majorité départementale lui préfère alors Patrick Devedjian.
Lors des élections municipales des 9 et 16 mars 2008, il emporte la mairie de Chaville détenue par la gauche depuis 1995. Cette victoire est alors la seule de l'UMP dans les Hauts-de-Seine. Atteint par le cumul des mandats, Jean-Jacques Guillet quitte alors le conseil général.

#### L'opposition à Patrick Devedjian
En novembre 2010, il se présente contre le président sortant, Patrick Devedjian à la présidence de la Fédération UMP des Hauts-de-Seine. Il est élu avec 64 % des suffrages exprimés, à l'issue d'une campagne électorale particulièrement rude. Patrick Devedjian a ensuite dénoncé « les conditions déloyales de cette campagne » et « les pressions » subies par les militants électeurs, accusant directement l'entourage de Nicolas Sarkozy d'avoir orchestré la manœuvre contre lui.
Cet épisode vaut à Jean-Jacques Guillet d'être caricaturé sous les traits du personnage de Lesieur-Homais, dans Le Monarque, son fils, son fief, livre que Marie-Célie Guillaume, directrice de cabinet de Patrick Devejian, a consacré au conflit qui a opposé son supérieur à Nicolas Sarkozy, autour du leadership au Conseil général et dans les Hauts-de-Seine. Jean-Jacques Guillet commente ainsi ce livre : « Ce n'est pas un livre politique. C'est le révélateur d'un problème pathologique chez Devedjian, qui s'est toujours considéré comme l'éternelle victime ».

#### Départ des Républicains
Le 2 juin 2019 il annonce sur Twitter qu'il va quitter Les Républicains. Il estime que « La marque LR est périmée ». Il annonce se présenter sans étiquette à la prochaine élection municipale. Sa candidature est finalement soutenue par Les Républicains, La République en marche, le Mouvement démocrate, l'UDI et Soyons libres. Il remporte cette élection au second tour grâce à une alliance avec Europe Écologie Les Verts.

## Mandats et fonctions politiques

### Mandats nationaux

#### Depuis 1993: député des Hauts-de-Seine
Il est élu député de la 8e circonscription des Hauts-de-Seine de 1993 à 2017.

##### XIIelégislature (2002-2007)
Durant la XIIe législature (2002-2007), il est membre de la commission des affaires étrangères, membre de plusieurs groupes d'études (secrétaire du groupe Énergies, Français à l'étranger, Îles anglo-normandes, Modernisation de la vie politique française, OMC, Sectes, Tauromachie, Vols de nuit, nuisances aéroportuaires) et de plusieurs groupes d'amitié (président du groupe Indonésie, vice-président des groupes Laos, Malaisie et Mongolie, membre des groupes Arménie, Cambodge, Timor oriental, Viêt Nam et Libye).
Durant cette législature, il émet quatre avis et participe à la rédaction de huit rapports législatifs.

##### XIIIelégislature (2007-2012)
Durant la XIIIe législature (2007-2012), il est membre de la commission des affaires étrangères, vice-président de la commission Émergents et membre des commissions Énergies et Intelligence économique, président du groupe d'amitié Indonésie et vice-président du groupe d'amitié Malaisie.
Durant cette législature, il émet quatre avis et participe à la rédaction de quatre rapports législatifs et de trois rapports d'information.

##### XIVelégislature (2012 - 2017)
Durant la XIVe législature (2007-2012), il est membre de la commission des affaires étrangères, vice-président du groupe d'études Énergies, président du groupe d'amitié Indonésie et vice-président du groupe d'amitié Malaisie.
Il est l'auteur de plusieurs propositions de loi « visant à exonérer de toutes charges l'employeur d'un demandeur d'emploi de plus de 55 ans », « visant à mettre fin au privilège du Trésor en cas de faillite d'entreprise », « visant à créer un parcours de la citoyenneté, du civisme et de l'esprit de défense », « visant à instaurer un crédit d'impôt correspondant aux cotisations d'assurance complémentaire santé versées par les retraités », « visant à exonérer la résidence principale de l'impôt de solidarité sur la fortune », « concernant l'établissement des avis d'imposition de la taxe d'habitation et de la taxe foncière », « tendant à élargir les conditions d'accès au congé parental d'éducation ».
Il est l'un des députés UMP à s'abstenir sur le Pacte budgétaire européen en octobre 2012.

### Mandats locaux

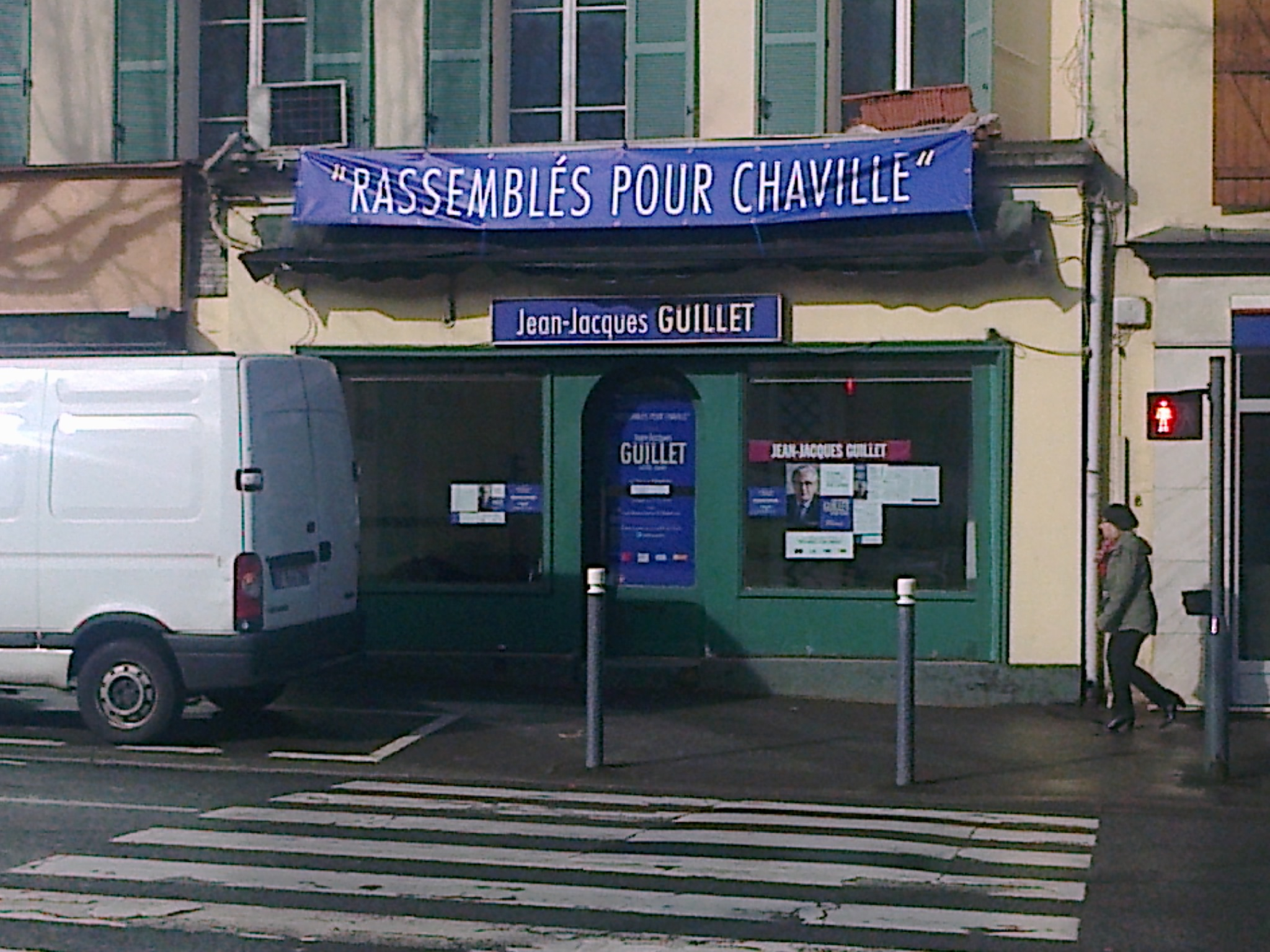
Quartier général de campagne de Jean-Jacques Guillet, candidat à sa propre succession aux municipales de 2014 à Chaville.

- 2004-2008 : membre du conseil général des Hauts-de-Seine (canton de Chaville), président du Groupe UMP
- 17/03/1986-22/03/1992 : membre du conseil régional d'Île-de-France
- 23/03/1992-15/03/2004 : membre du conseil régional d'Île-de-France
- 16/03/2008 - : élu maire de Chaville

Depuis 1983, il préside le Syndicat intercommunal pour le gaz et l'électricité en Île-de-France, plus grand et plus ancien syndicat intercommunal de France (5 millions d'habitants, 184 communes d'Île-de-France) qui a célébré son centenaire en 2004. Il a été réélu président de ce syndicat le 14 avril 2008. À l'issue du sommet de Saint-Pétersbourg du 19 juin 2010, il se voit confier la mission de piloter, pour la France, la création du Centre franco-russe pour l'efficacité énergétique (CFREE) en tant que spécialiste  des questions d'énergie et administrateur de Gaz de France (1994-1999). L'un des aspects les plus porteurs de la coopération énergétique entre les deux pays porte sur l'efficacité énergétique.
Jean-Jacques Guillet est vice-président de la Fédération nationale des collectivités concédantes et régies (FNCCR), au sein de laquelle il représente le SIGEIF.
Il a été vice-président de la Mutuelle des élus locaux (1991-1997) (MUDEL); il est également secrétaire général du Mouvement national des élus locaux (MNEL), association d'élus locaux de droite et du centre.

### Fonctions politiques
- De novembre 2010 à ? : président de la Fédération UMP des Hauts-de-Seine
- Du 22 février 2013 au ? : conseiller politique de l'UMP.

## Prises de position

### Soutien à François Fillon pour la présidence de l'UMP
Le 23 août 2012, Jean-Jacques Guillet annonce son soutien à la candidature de François Fillon pour la présidence de l'UMP lors du congrès d'automne 2012. Il organise, avec Patrick Ollier, le comité de soutien des Hauts-de-Seine. L'alliance autour de Jean-Jacques Guillet déjoue les premiers pronostics et remporte le scrutin départemental, puisque, le 18 novembre, les militants UMP des Hauts-de-Seine préfèrent François Fillon (55,4 %) à Jean-François Copé (44,6 %).

### Opposition au mariage homosexuel
Jean-Jacques Guillet est opposé au mariage homosexuel et a voté contre la loi dite du « Mariage pour tous » en avril 2013,.

### Soutien à Nicolas Sarkozy pour la primaire présidentielle des Républicains de 2016
Il soutient Nicolas Sarkozy pour la primaire présidentielle des Républicains de 2016.

### Arrêté contre une campagne de prévention du SIDA
En novembre 2016, Jean-Jacques Guillet prend un arrêté pour interdire une affiche d'une campagne de prévention contre le SIDA. Cette affiche présente deux hommes enlacés avec la mention « avec un amant, avec un ami, avec un inconnu ». Il déclare : « Beaucoup de parents ont réagi car ces panneaux se situent à proximité des écoles, justifie-t-il. Il y va de la protection de l'enfance ».

## Distinctions
Chevalier de l'ordre national du Mérite en 1988.